# Chlorestes notata
Chlorestes notata là một loài chim trong họ Chim ruồi.